# 輝きの海
『輝きの海』（かがやきのうみ、英語原題：Swept from the Sea）は、1997年のカナダ・イギリス・アメリカ映画。ジョセフ・コンラッドの短編小説『エイミー・フォスター』の映画化作品。
トロント国際映画祭上映作品。

## ストーリー
主人公エイミーは12歳からスミス家で女中奉公をしている。出生の秘密から両親に愛されず、村人からも変人扱いされ、海を愛し、漂流物を洞窟に集めることだけが楽しみで孤独に生きていた。ある日彼女は、嵐で難破した船の唯一の生存者ロシア人のヤンコと出会い、心を通わせる。英語を話せない彼を村人は恐れ忌み嫌うが、ケネディ医師がヤンコはチェスにくわしいことからロシア人であり、教養があると見抜き、英語を教え始める。彼は言葉を覚え、理解者を得て村で生きていこうとする。イギリス南西部コーンウォール地方の美しい海辺の村を舞台に、封建的な村で疎外されながらも2人はかけがえのない愛情を育んでいく。

## キャスト
- エイミー・フォスター：レイチェル・ワイズ
- ヤンコ・ゴーラル：ヴァンサン・ペレーズ
- ジェームズ・ケネディ医師：イアン・マッケラン
- スワッファー夫人：キャシー・ベイツ
- スワッファー氏：ジョス・アクランド
- アイザック・フォスター：トム・ベル
- メアリー・フォスター：ゾーイ・ワナメイカー